# Rechsteineria hookeri
Rechsteineria hookeri là một loài thực vật có hoa trong họ Tai voi. Loài này được (Hanst.) Kuntze miêu tả khoa học đầu tiên năm 1891.